# 岡山県道452号小原船頭線
岡山県道452号小原船頭線（おかやまけんどう452ごう おばらせんどうせん）は、岡山県津山市を通る一般県道である。

## 概要
津山市小原と津山市船頭町を結ぶ。

### 路線データ
- 起点：津山市小原（岡山県道68号津山加茂線交点）
- 終点：津山市船頭町（船頭町交差点、国道53号交点、岡山県道394号大篠津山停車場線上）
- 総延長：5.4 km
- 実延長：3.5 km

## 歴史
- 1973年（昭和48年）3月20日 - 岡山県告示第326号により認定される。

## 路線状況

### 重複区間
- 岡山県道394号大篠津山停車場線（津山市林田 - 津山市船頭町・船頭町交差点（終点））

### 道路施設

#### 橋梁
- 弥生橋（宮川、津山市）
- 城北橋（宮川、津山市、岡山県道394号大篠津山停車場線重複区間内）
- 御北橋（御北川、津山市、岡山県道394号大篠津山停車場線重複区間内）

## 地理

### 通過する自治体
- 津山市

### 交差する道路
| 交差する道路                                                                      | 交差する場所 | 交差する場所        |
| --------------------------------------------------------------------------------- | ------------ | ------------------- |
| 岡山県道68号津山加茂線                                                            | 津山市小原   | 起点                |
| 岡山県道478号大田上横野線                                                         | 大田         |                     |
| 岡山県道394号大篠津山停車場線 重複区間起点                                        | 林田         |                     |
| 国道53号 国道179号 重複 国道429号 重複 岡山県道394号大篠津山停車場線 重複区間終点 | 船頭町       | 船頭町交差点 / 終点 |

### 沿線
- 総合スポーツセンター（津山市営球場・岡山県津山陸上競技場）
- 国立津山工業高等専門学校
- 美作大学・美作大学短期部
- 岡山県立津山工業高等学校
- 岡山県立津山商業高等学校
- 岡山県立津山中学校・高等学校
- 岡山県美作高等学校
- 津山市役所
- 津山警察署
- 岡山県立津山東高等学校
- 津山総合体育館
- 津山文化センター
- 岡山県美作県民局
- アルネ津山・津山市立図書館
- 衆楽園
- 津山城跡（鶴山（かくざん）公園）
- 津山科学教育博物館（つやま自然のふしぎ館）・歴史民俗館
- 津山郷土博物館